# Mine d'étain de Geevor
Geevor Tin Mine
La mine d'étain de Geevor (Geevor Tin Mine) est une ancienne mine d'étain située dans le sud-ouest des Cornouailles, en Angleterre.

## Historique
La mine d'étain de Geevor a été active de 1909 à 1991, période durant laquelle furent extraits près de 50 000 tonnes de cassitérite. Elle est maintenant un musée de la Route européenne du patrimoine industriel, dédié au travail dans les mines d'étain.